# Ópera de la Nobleza
La Ópera de la Nobleza (en inglés Opera of the Nobility) fue una compañía de ópera establecida y fundada en 1733 por un grupo de nobles (a las órdenes de Federico Luis de Gales) opuestos a Jorge II de Inglaterra, para rivalizar con la (Segunda) Royal Academy of Music bajo el mando de Georg Friedrich Händel (respaldado por Jorge II y su reina). 
Se invitó a Nicola Porpora para que fuera su director musical y Owen Swiny fue su supervisor. La compañía contrató a Senesino (quién había abandonado la Royal Academy of Music de Georg Friedrich Händel) como su cantante principal y estuvo ubicada en un teatro en Lincoln's Inn Fields de John Rich que se había quedado disponible desde la apertura del Theatre Royal, Covent Garden de Rich. La compañía no tuvo éxito en su temporada inicial 1733-1734. Aunque Farinelli se unió en temporadas posteriores y así la hizo financieramente solvente,  fue incapaz de impedir su bancarrota final. 
Al caer en bancarrota, fue disuelta en 1737 (poco después de que nombraran a Giovanni Battista Pescetti como director musical), pero no antes de haberle robado algunos de los mejores cantantes a Händel, como Francesca Cuzzoni y Antonio Montagnana y forzó a su compañía a la bancarrota también.  Los restos de las dos compañías se combinaron en el King's Theatre para la temporada 1737-1738. El Conde de Middlesex fundó una segunda Ópera de la Nobleza en 1741 pero no sobrevivió mucho tiempo.